# لويس غيلبرت (لاعب كرة قدم أمريكية أمريكي)
لويس غيلبرت (بالإنجليزية: Louis Gilbert)‏ هو لاعب كرة قدم أمريكية أمريكي، ولد في 15 سبتمبر 1906 في لونغ بيتش في الولايات المتحدة، وتوفي في 9 مايو 1987 في سانت بيترسبرغ في الولايات المتحدة.